# Guarrate
Guarrate – gmina w Hiszpanii, w prowincji Zamora, w Kastylii i León, o powierzchni 31,6 km². W 2011 roku gmina liczyła 369 mieszkańców.